# مجلة الأدب الاقتصادي
مجلة الأدب الاقتصادي (بالإنجليزية: The Journal of Economic Literature)‏ هي مجلة أكاديمية خاضعة لاستعراض الأقران، نشرتها الجمعية الاقتصادية الأمريكية والتي تقوم بمسح الأدبيات الأكاديمية في الاقتصاد. تأسست المجلة في عام 1963 باسم مجلة المستخلصات الاقتصادية، وهي حاليا واحدة من أعلى المجلات تصنيفاً في مجال الاقتصاد. كونها مجلة مراجعة، فهي تتميز بشكل أساسي بمقالات ومراجعات للنظريات الاقتصادية الحديثة في مقابل مراجعة أحدث الأبحاث الاقتصادية. أنشأت المجلة نظام تصنيف يُستخدم على للمنشورات في مجال الاقتصاد.

## روابط خارجية
- الموقع الرسمي